# 숲속괴담: 다크포레스트
《숲속괴담: 다크포레스트》(영어: The Watcher in the Woods)는 2017년에 공개한 미국의 TV 영화이다.

## 출연

### 주연
- 안젤리카 휴스턴 - 앨리우드 부인 역

### 조연
- 니콜라스 걸리친 - 마크 역
- 베네딕트 테일러 - 존 역
- 멜라니 월터스 - 헬렌 역
- 탈루라 에반스 - 잰 역
- 루퍼트 라이트 - 폴 역